# Koripallon miesten SM-sarjakausi 1995-1996
La Koripallon miesten SM-sarjakausi 1995-1996 è stata la 56ª edizione del massimo campionato finlandese di pallacanestro maschile. La vittoria finale è stata ad appannaggio del ToPo Helsinki.

## Risultati

### Stagione regolare

#### Gruppo Ovest
|    | Squadra           | G  | V  | P  | PF   | PS   | Pt. | Qualificazione |
| -- | ----------------- | -- | -- | -- | ---- | ---- | --- | -------------- |
| 1. | Namika Lahti      | 38 | 33 | 5  | 3438 | 2988 | 71  | playoff        |
| 2. | Helsingin NMKY    | 38 | 20 | 18 | 3444 | 3402 | 58  | playoff        |
| 3. | KTP-Basket        | 38 | 18 | 20 | 3546 | 3575 | 56  | playoff        |
| 4. | Kouvot Kouvola    | 38 | 18 | 20 | 3298 | 3191 | 56  | playoff        |
| 5. | Pantterit         | 38 | 17 | 21 | 3258 | 3359 | 55  |                |
| 6. | HoNsU             | 38 | 9  | 29 | 3531 | 3909 | 47  |                |
| 7. | Tampereen Pyrintö | 38 | 8  | 30 | 3391 | 3916 | 46  |                |

#### Gruppo Sud
|    | Squadra           | G  | V  | P  | PF   | PS   | Pt. | Qualificazione |
| -- | ----------------- | -- | -- | -- | ---- | ---- | --- | -------------- |
| 1. | ToPo Helsinki     | 38 | 30 | 8  | 3757 | 3285 | 68  | playoff        |
| 2. | Espoon Honka      | 38 | 29 | 9  | 3772 | 3400 | 67  | playoff        |
| 3. | Nokia             | 38 | 21 | 17 | 3775 | 3623 | 59  | playoff        |
| 4. | Forssan Alku      | 38 | 20 | 18 | 3515 | 3545 | 58  | playoff        |
| 5. | UU-Korihait       | 38 | 18 | 20 | 3769 | 3787 | 56  |                |
| 6. | Forssan Koripojat | 38 | 13 | 25 | 3362 | 3639 | 51  |                |
| 7. | Turun NMKY        | 38 | 12 | 26 | 3501 | 3738 | 50  |                |

## Playoff
|  | Quarti di finale | Quarti di finale | Quarti di finale |               |               | Semifinali    | Semifinali | Semifinali |  |  | Finale | Finale | Finale |  |
|  |                  |                  |                  |               |               |               |            |            |  |  |        |        |        |  |
|  | Namika Lahti     | Namika Lahti     | 3                |               |               |               |            |            |  |  |        |        |        |  |
|  | Namika Lahti     | Namika Lahti     | 3                |               |               |               |            |            |  |  |        |        |        |  |
|  | Forssan Alku     | Forssan Alku     | 1                |               |               |               |            |            |  |  |        |        |        |  |
|  | Forssan Alku     | Forssan Alku     | 1                |               | Namika Lahti  | Namika Lahti  | 3          |            |  |  |        |        |        |  |
|  |                  |                  |                  |               | Namika Lahti  | Namika Lahti  | 3          |            |  |  |        |        |        |  |
|  |                  |                  | Espoon Honka     | Espoon Honka  | 1             |               |            |            |  |  |        |        |        |  |
|  | Espoon Honka     | Espoon Honka     | Espoon Honka     | Espoon Honka  | 1             | 3             |            |            |  |  |        |        |        |  |
|  | Espoon Honka     | Espoon Honka     |                  |               |               |               |            |            |  |  |        |        |        |  |
|  | KTP-Basket       | KTP-Basket       | 0                |               |               |               |            |            |  |  |        |        |        |  |
|  | KTP-Basket       | KTP-Basket       | 0                |               | Namika Lahti  | Namika Lahti  | 1          |            |  |  |        |        |        |  |
|  |                  |                  |                  |               |               |               |            |            |  |  |        |        |        |  |
|  |                  |                  | ToPo Helsinki    | ToPo Helsinki | 3             |               |            |            |  |  |        |        |        |  |
|  | ToPo Helsinki    | ToPo Helsinki    | ToPo Helsinki    | ToPo Helsinki | 3             | 3             |            |            |  |  |        |        |        |  |
|  | ToPo Helsinki    | ToPo Helsinki    |                  |               |               |               |            |            |  |  |        |        |        |  |
|  | Kouvot Kouvola   | Kouvot Kouvola   | 0                |               |               |               |            |            |  |  |        |        |        |  |
|  | Kouvot Kouvola   | Kouvot Kouvola   | 0                |               | ToPo Helsinki | ToPo Helsinki | 3          |            |  |  |        |        |        |  |
|  |                  |                  |                  |               | ToPo Helsinki | ToPo Helsinki | 3          |            |  |  |        |        |        |  |
|  |                  |                  | Nokia            | Nokia         | 0             |               |            |            |  |  |        |        |        |  |
|  | Helsingin NMKY   | Helsingin NMKY   | Nokia            | Nokia         | 0             | 2             |            |            |  |  |        |        |        |  |
|  | Helsingin NMKY   | Helsingin NMKY   |                  |               |               |               |            |            |  |  |        |        |        |  |
|  | Nokia            | Nokia            | 3                |               |               |               |            |            |  |  |        |        |        |  |

| Koripallon miesten SM-sarjakausi 1995-1996 |
| ------------------------------------------ |
| ToPo Helsinki 7º titolo                    |

## Formazione vincitrice
| N° | Naz.                   | Ruolo | Sportivo           |  | Alt. |  |
| -- | ---------------------- | ----- | ------------------ |  | ---- |  |
|    | Stati Uniti (bandiera) | AC    | James Gatewood     |  |      |  |
|    | Stati Uniti (bandiera) | P     | Kurk Lee           |  | 191  |  |
|    | Finlandia (bandiera)   |       | Kari-Pekka Klinga  |  | 188  |  |
|    | Finlandia (bandiera)   |       | Riku Marttinen     |  |      |  |
|    | Finlandia (bandiera)   |       | Kari Hautala       |  | 194  |  |
|    | Finlandia (bandiera)   |       | Manne Pyykkö       |  |      |  |
|    | Finlandia (bandiera)   |       | Olli-Pekka Laitila |  |      |  |
|    | Finlandia (bandiera)   |       | Markku Rosokivi    |  |      |  |
|    | Finlandia (bandiera)   |       | Olli-Pekka Ansamaa |  |      |  |
|    | Stati Uniti (bandiera) |       | Greg Joyner        |  | 198  |  |
|    | Finlandia (bandiera)   |       | Antti Isomäki      |  |      |  |
|    | Finlandia (bandiera)   |       | Markus Sjöman      |  |      |  |
|    | Stati Uniti (bandiera) | All.  | Aaron McCarthy     |  |      |  |

## Premi e riconoscimenti
- MVP stagione regolare:  Markku Larkio, Namika Lahti
- Allenatore dell'anno:  Ari Tammivaara, Namika Lahti
- Miglior giovane:  Pasi Riihelä, Kankaantaan Kisa
- Sesto uomo:  Jari Raitanen, Espoon Honka
- Giocatore più migliorato:  Jyri Lehtonen, HoNsU
- Miglior difensore:  Greg Joyner, ToPo Helsinki
- Miglior arbitro:  Mika Moberg